# Magazin für die Neuesten Entdeckungen in der Gesammten Naturkunde, Gesellschaft Naturforschender Freunde zu Berlin
Magazin für die Neuesten Entdeckungen in der Gesammten Naturkunde, Gesellschaft Naturforschender Freunde zu Berlin (abreviado Mag. Neuesten Entdeck. Gesammten Naturk. Ges. Naturf. Freunde Berlin) fue una revista con descripciones botánicas editada en Alemania desde el año 1817 hasta 1818 publicando 8 números. Fue precedida por Neue Schriften, Gesellschaft Naturforschender Freunde zu Berlin y reemplazada por Verhandlungen der Gesellschaft Naturforschender Freunde zu Berlin.